# TLC (Turquie)
TLC est une chaîne de télévision lancée par Discovery Communications en Turquie le 6 novembre 2015 en remplacement de la chaîne CNBC-e. Elle a pour thématique la fiction, le style de vie et la télé-réalité. Elle est la déclinaison turque de TLC.

## Programmes
La grille de programme de TLC est composée le jour majoritairement de programmes de style de vie et télé-réalité comme Oprah Prime, Cake Boss et Say Yes to the Dress. Le prime time quant à lui est consacré à des programmes de fiction et comédie. On retrouvera en novembre 2015 des programmes tels que Fear the Walking Dead et Aquarius.
TLC reprend la diffusion de certains programmes de CNBC-e comme Hannibal, Vikings, Hot in Cleveland, Two Broke Girls, Mike & Molly et The Following.
Entre autres TLC diffuse des contenus de Discovery Channel comme Running Wild with Bear Grylls et Lone Target (en)
TLC diffuse en SD.